# Thẻ đỏ

Thẻ đỏ

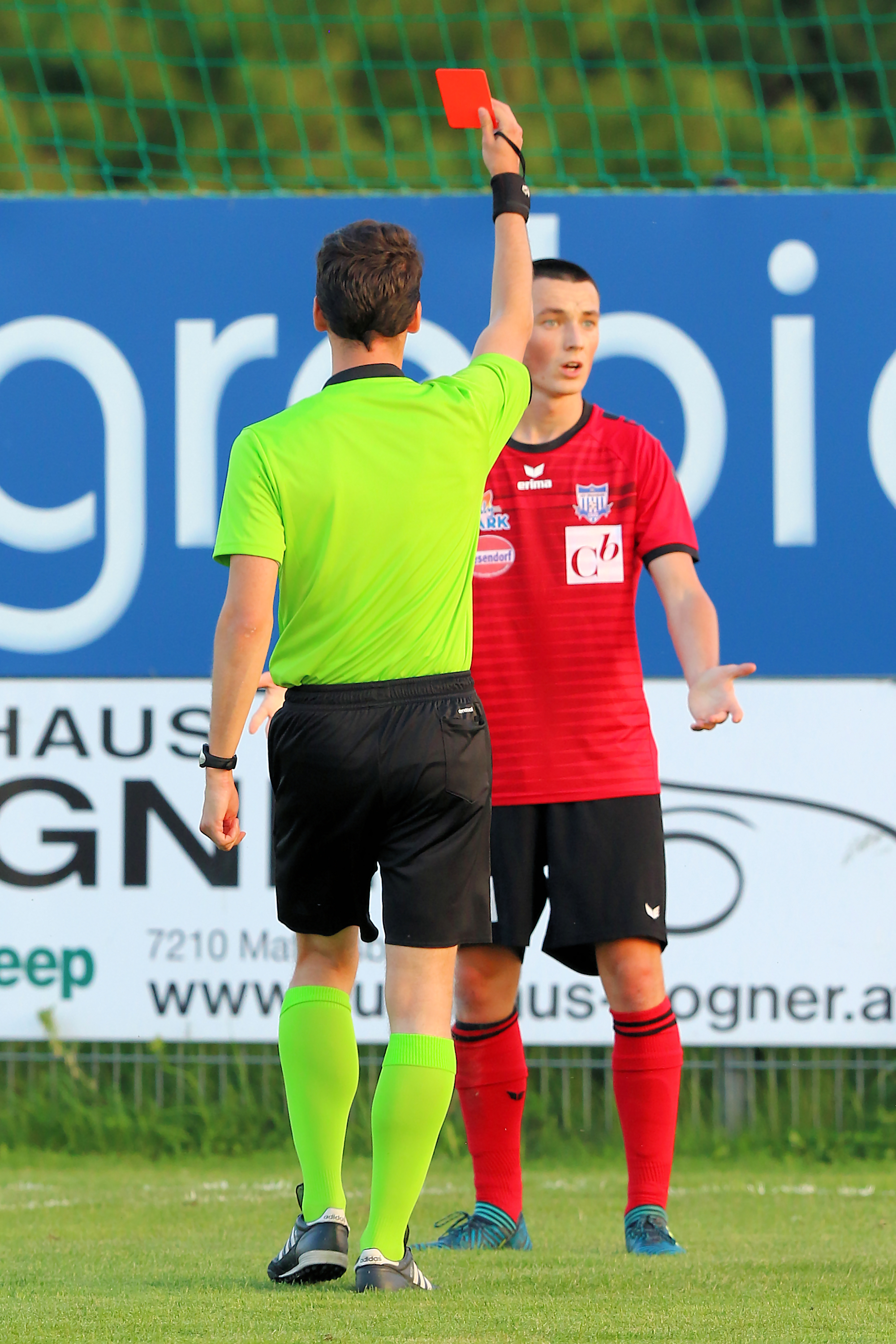
Một cầu thủ sẽ bị rút thẻ đỏ để thông báo rằng anh ta bị đuổi khỏi trận đấu

## Hậu quả
Mỗi khi 1 cầu thủ bị phạt 1 thẻ đỏ hoặc 2 thẻ vàng (giá trị 2 thẻ đã nói trên) thì thường sẽ bị đuổi khỏi sân và không được thay thế bằng cầu thủ dự bị. Mỗi khi trọng tài rút 1 thẻ vàng cho cầu thủ, có nghĩa là cầu thủ không được phạm lỗi để bị nhận thêm thẻ vì sau khi trọng tài rút thẻ vàng thứ 2 thì 1 thẻ đỏ sẽ được rút ra. Cầu thủ cũng có thể bị phạt trực tiếp bằng thẻ đỏ. Thẻ đỏ trực tiếp để phạt những cầu thủ phạm những lỗi nặng nhất hay phạm các lỗi được quy định trong luật 12 của Luật bóng đá. Thủ môn có thể nhận thẻ đỏ do lỗi phản ứng, phạm lỗi nặng trong vòng cấm hoặc chơi bóng bằng tay khi đứng ngoài vạch 16,50 m. Thẻ đỏ có thể được rút ra khi xảy ra xô xát giữa các cầu thủ.
Một cầu thủ bị phạt thẻ đỏ sẽ bị đuổi khỏi sân và không được thay thế bằng cầu thủ dự bị. Do đó, một đội bị phạt bao nhiêu thẻ đỏ thì số người còn lại trên sân sẽ ít đi bấy nhiêu và ngược lại. Về phần cầu thủ bị thẻ đỏ, cầu thủ đó không được ngồi trên băng ghế dự bị mà phải rời hoàn toàn khỏi khu vực thi đấu. Nếu thủ môn bị phạt thẻ đỏ, một trong những cầu thủ trên sân sẽ được thay bằng thủ môn dự bị, nếu hết lượt thay cầu thủ hoặc hết thủ môn dự bị, một trong những cầu thủ trên sân sẽ buộc phải chuyển sang vị trí thủ môn (gọi là thủ môn bất đắc dĩ) và đội vẫn chơi với 10 người như bình thường hoặc nếu có hai cầu thủ ba cầu thủ bốn cầu thủ bị đuổi khỏi sân thì chỉ còn có 9 người 8 người và 7 người và mỗi một trận chỉ phạt tối đa 4 tấm thẻ đỏ. Nếu bị phạt 4 tấm thẻ đỏ sẽ tương đương với 7 cầu thủ trên sân.
Huấn luyện viên, cầu thủ dự bị và cổ động viên cũng có thể bị phạt thẻ đỏ nếu phạm những lỗi tương tự. Cầu thủ dự bị khi bị phạt thẻ đỏ thì sẽ phải rời khỏi băng ghế dự bị và không được thay thế bởi bất kỳ cầu thủ nào khác.
Không được phạt thẻ đỏ quá 4 lần. Nếu quá 4 lần thẻ đỏ (tương đương với 4 cầu thủ bị đuổi khỏi sân và trên sân còn lại 7 cầu thủ) thì trận đấu sẽ phải dừng lại. Nếu phạt 5 lần thẻ đỏ được rút ra cho một đội (tương đương với 5 cầu thủ bị đuổi khỏi sân và trên sân còn lại 6 cầu thủ) hoặc nhiều hơn 5 lần thẻ đỏ, chỉ còn lại ít hơn 6 cầu thủ, đội đó sẽ bị xử thua 0-3 (không tính số lượng thẻ đỏ của huấn luyện viên hay cổ động viên hay cầu thủ dự bị).
Trong một giải đấu lớn như Euro, World Cup cầu thủ bị phạt 1 thẻ đỏ sẽ bị cấm thi đấu trận kế tiếp (sau trận bị phạt thẻ đỏ). Tuy nhiên, họ có thể được xem xét xoá thẻ khi đội tuyển của họ vào đến trận bán kết. Các thẻ đỏ và thẻ vàng của cầu thủ sẽ được chuyển đến trận đấu và giải đấu quốc tế khác nếu như đội đó không còn trận thi đấu ở giải hiện tại.
Trong các giải đấu có áp dụng bảng xếp hạng, một thẻ vàng sẽ tương ứng với 1 điểm trừ, khi xét chỉ số fair-play để phân định kết quả cho các đội có cùng chỉ số. Một thẻ đỏ gián tiếp sẽ tương ứng với 3 điểm trừ, một thẻ đỏ trực tiếp sẽ tương ứng với 3 điểm trừ, một thẻ vàng và một thẻ đỏ trực tiếp sẽ tương ứng với 4 điểm trừ.

## Lịch sử
Trước khi chiếc thẻ vàng và thẻ đỏ ra đời, mỗi khi trọng tài muốn cảnh cáo hoặc phạt nặng bằng cách truất quyền thi đấu của một cầu thủ nào có mặt trên sân, trọng tài phải gọi anh ta đến và nói: "Tôi cảnh cáo anh vì lỗi …!", rồi sau đó báo cho đội trưởng của anh ta biết.
Tuy nhiên cái khó cho trọng tài, đặc biệt đối với các trận đấu quốc tế là nhiều khi ngôn ngữ của họ sử dụng khác tiếng nói của cầu thủ trên sân thì vô cùng bất tiện và làm cho huấn luyện viên, khán giả trên sân luôn thắc mắc, không hiểu chuyện gì đã xảy ra. Có khi cầu thủ dù hiểu ý trọng tài nhưng cứ làm bộ không biết gì, khiến cuộc chơi phải dừng lại khá lâu mỗi khi án phạt được ban ra từ tiếng còi của trọng tài.
Ý tưởng bắt nguồn từ trọng tài bóng đá Anh Ken Aston. Aston đã được bổ nhiệm vào Ủy ban Trọng tài FIFA và chịu trách nhiệm cho tất cả các trọng tài tại World Cup 1966. Trong vòng tứ kết, đội tuyển Anh gặp đội tuyển Argentina tại sân vận động Wembley. Sau trận đấu, các tờ báo cho biết trọng tài Rudolf Kreitlein đã cảnh báo cả Bobby và Jack Charlton, cũng như đuổi Antonio Rattin của Argentina ra khỏi sân. Trọng tài đã không đưa ra quyết định rõ ràng trong trận đấu và HLV người Anh Alf Ramsey đã tiếp cận FIFA sau trận đấu để làm rõ các quyết định này. Sự kiện này khiến Aston suy nghĩ về cách thức để đưa ra quyết định của trọng tài rõ ràng hơn cho cả người chơi và khán giả. Aston nhận ra rằng một chương trình mã hóa màu dựa trên nguyên tắc tương tự được sử dụng trên đèn giao thông (vàng - thận trọng, đỏ - dừng) sẽ vượt qua rào cản ngôn ngữ và làm rõ việc các cầu thủ bị cảnh cáo hoặc đuổi khỏi sân.
Đến vòng chung kết giải vô địch bóng đá thế giới 1970 tại México, FIFA đã cho áp dụng thẻ vàng và thẻ đỏ trên các sân cỏ thế giới. Sự ra đời của nó đã được nhiều người hoan nghênh, ủng hộ.
Ban đầu thẻ được làm bằng giấy, nhưng hiện nay, thẻ được làm bằng chất liệu nhựa có thể sử dụng trong điều kiện trời mưa, và chống được ẩm mốc khi tiếp xúc với mồ hôi của trọng tài. Đặc biệt, màu sắc của thẻ có độ phản quang mạnh, để phân biệt với màu của mặt cỏ và dễ nhìn thấy trong mọi điều kiện thời tiết. Loại thẻ này được sản xuất tại Thụy Sĩ theo tiêu chuẩn của FIFA để cung cấp cho các trọng tài quốc tế. Loại thẻ này còn có ưu điểm là mặt sau thẻ có chia sẵn các ô ghi thứ tự số áo của các cầu thủ, và trọng tài chỉ cần thao tác đơn giản là dùng bút chì đánh dấu vào đó.
Hiện nay, trang bị chính thức của FIFA dành cho trọng tài gồm thẻ vàng, thẻ đỏ và một cuốn sổ tay có kèm theo bút chì để trọng tài ghi thông tin các cầu thủ đã bị phạt thẻ vào trong sổ.

## Những lỗi bị phạt thẻ đỏ
- Có hành vi rất phi thể thao.
- Phạm lỗi nghiêm trọng như: Cố ý dùng vũ lực để gây tổn thương cho các cầu thủ đội bạn.
- Gây ra lỗi và nhận 2 thẻ vàng trong cùng 1 trận đấu.
- Có hành vi bạo lực với không chỉ đội bạn mà với khán giả, trọng tài, đồng đội, ban huấn luyện, cổ động viên.
- Ngăn cản cơ hội làm bàn của đối phương bằng tay (không phải thủ môn) tại vùng cấm địa đội mình.
- Khạc nhổ nước bọt vào bất kỳ người nào.
- Cố tình phạm lỗi (diễn) để ngăn cản cơ hội ghi bàn thắng của đối phương.
- Có những cử chỉ, ngôn ngữ mang ý lăng mạ, xúc phạm, sỉ nhục.
- Câu giờ trong thời gian dài.
- Thủ môn chạm hoặc bắt bóng bằng tay ngoài vòng cấm.

## Ngoại lệ
Vào ngày 22 tháng 6 năm 2006, trọng tài người Anh Graham Poll đã rút tới 3 thẻ vàng dành cho hậu vệ Josep Simunic của đội Croatia trong trận vòng bảng F giữa hai đội Croatia và Australia ở World Cup 2006. Ông Poll cảnh cáo thẻ vàng đầu tiên đối với Josep Simunic ở phút thứ 62. Ở phút 90, ông rút thẻ vàng thứ hai đối với Simunic nhưng lại không rút thẻ đỏ truất quyền thi đấu của cầu thủ này như luật quy định. 3 phút sau thẻ vàng thứ hai của Simunic, Poll thổi còi kết thúc trận đấu. Tỷ số là 2 - 2 đồng nghĩa với Croatia bị loại. Simunic nói gì đó với ông Poll và ông này tỏ vẻ rất giận dữ, đẩy anh ta ra và rút thẻ vàng thứ 3 cảnh cáo hậu vệ này. Sau đó là thẻ đỏ.
1. ↑  ONLINE, TUOI TRE (ngày 23 tháng 6 năm 2006). "Graham Poll: 3 thẻ vàng cho Simunic, và..." TUOI TRE ONLINE. Truy cập ngày 20 tháng 12 năm 2024.
2. ↑  danviet.vn (ngày 17 tháng 9 năm 2018). "3 sự cố quên thẻ tai tiếng, chẳng kém trọng tài Trần Văn Lập". danviet.vn. Truy cập ngày 20 tháng 12 năm 2024.